# Hulpverlener
Een hulpverlener is een persoon die hulp verleent in bepaalde situaties.
Er zijn hulpverleners op diverse gebieden. Zo zijn er hulpverleners bij psychische problemen, hulpverleners bij medische problemen, bij brand, bij kleine en grote rampen.
Een voorbeeld van een hulpverlener is een EHBO'er of een bedrijfshulpverlener (BHV-er). Deze persoon verleent eerste hulp bij ongevallen: hij draagt er zorg voor dat de situatie van een slachtoffer niet verergert totdat opgeroepen professionele hulp toegekomen is. Artsen, ambulanciers, brandweerlieden, politieagenten en ziekenhuisverplegers zijn professionele hulpverleners. Feitelijk voert elke dienst die bijstand verleent in probleemsituaties de titel van hulpverlener, maar in de meeste gevallen verwijst die titel naar een persoon (meestal meer dan één) die ter plaatse hulp aan slachtoffers verleent.